# Oleksandr Kucher
Oleksandr Mykolayovych Kucher - em ucraniano, Олександр Миколайович Кучер, (Kharkiv, 22 de outubro de 1982) - é um futebolista ucraniano que defende a equipe do Kayserispor. 
Nos tempos de URSS, tinha seu nome russificado para Aleksandr Nikolayevich Kucher (Александр Николаевич Кучер, em russo).

## Carreira
Kucher fez parte do elenco da Seleção Ucraniana de Futebol da Eurocopa de 2016.

## Títulos
Shakhtar Donetsk
- Campeonato Ucraniano: 2008, 2010, 2011, 2012, 2017
- Copa da Ucrânia: 2008, 2011, 2012, 2016, 2017
- Supercopa da Ucrânia: 2008, 2010, 2012
- Copa da UEFA: 2008/09